# Perilissus pallidus
Perilissus pallidus là một loài tò vò trong họ Ichneumonidae.